# Gitanjali
Gitanjali (bengalií: গীতাঞ্জলি, lit. ''oferta de cançons'', IPA: [git̪ɑːnd͡ʒoli]) és una col·lecció de poemes del poeta bengalí Rabindranath Tagore. Tagore va rebre el premi Nobel de literatura principalment per aquesta obra, malgrat que anys més tard alguns crítics no estigueren d'acord en que fos la millor obra de Tagore. El llibre és part de la Col·lecció d'Obres Representatives de la UNESCO. La paraula gitanjali prové de geet (cançó) i anjali (oferir o oferta) i, per tant, significa una oferta o ofrena de cançons; el terme anjali té una important connotació devocionària, pel que també es pot interpretar com una oració a les cançons.

## Història
La col·lecció original de 157 poemes bengalís va publicar-se el 14 d'agost de 1910. El Gitanjali anglès, anomenat Gitanjali: Song Offerings i a partir de la qual s'ha traduït l'obra a les diferents llengües, fou una selecció de 103 poemes feta pel mateix Tagore a partir de poemes originals en bengalí; aquesta obra va ser publicada el novembre de 1912 per la India Society of London. L'obra contenia 53 poemes traduïts del Gitanjali original i 50 poemes del drama escrit pel mateix autor anomenat Achalayatan i altres vuit llibres de poesia (principalment el Gitimalya -17 poemes-; Naivedya -15 poemes- i Kheya - 11 poemes-).
En molts casos les traduccions foren radicals, deixant de banda o alterant grans porcions dels poemes i, en un cas concret, fusionant dos poemes separats (el cas del poema o cançó 95 que fusiona les cançons 89 i 90 del Naivedya). Tagore va traduir els poemes abans d'una visita a Anglaterra l'any 1912, durant la qual els poemes tingueren una bona rebuda. El 1913, Tagore va convertir-se en el primer no-europeu en guanyar el Premi Nobel de literatura, en gran part per la seva versió anglesa del Gitanjali.
La versió anglesa del Gitanjali es va fer força popular a occident i va ser àmpliament traduïda; la introducció de la primera versió fou escrita per William Butler Yeats.

## Inspiració i temàtica
Tagore es va inspirar en les líriques medievals de l'Índia, i fins i tot va compondre música per a aquelles líriques. L'amor és el tema central, tot i que alguns poemes se centren en els conflictes interns entre la nostàlgia espiritual i els plaers terrenals. Gran part de les imatges que proporcionen els poemes es basen en la natura.